# Andrea de Bonaiuto

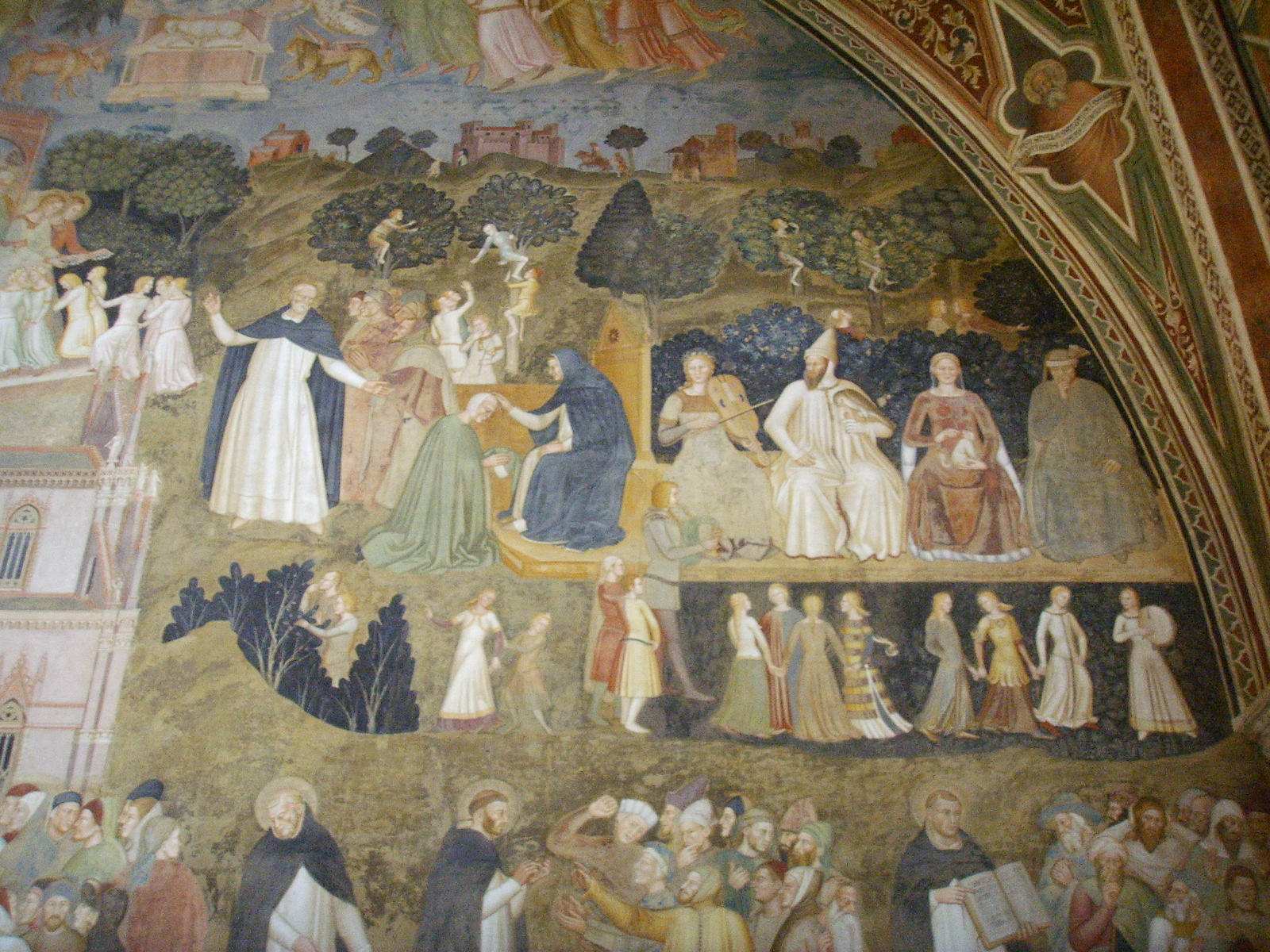
Afrescos da Capela dos Espanhóis, Exaltación de la Orden Dominica (detalhe).

Andrea de Bonaiuto, também chamado Andrea Bonaiuti ou Andrea de Florencia, foi um pintor italiano da escola florentina que trabalhou em Florença entre 1343 e 1377.
Até 1365, terminou sua obra mais importante, os afrescos da Sala Capitular da Igreja de Santa Maria Novella. Essa sala passou a se chamar Capela dos Espanhóis a partir do século XVI por ser frequentada por Eleonora de Toledo e seu séquito.  Giorgio Vasari atribuiu essa obra a Simone Martini e a Taddeo Gaddi, e John Ruskin as tornou famosas por seus elogios, mas a atribuição correta se deve ao historiador Giovan Battista Cavalcaselle.

## Nota
- Este artigo foi inicialmente traduzido, total ou parcialmente, do artigo da Wikipédia em italiano cujo título é «Andrea de Bonaiuto».